# 埃尔德什·帕尔
埃尔德什·帕尔（匈牙利語：Erdős Pál，匈牙利語發音：[ˈɛrdøːʃ ˈpaːl]；1913年3月26日—1996年9月20日），英语名保罗·埃尔德什（Paul Erdős）。匈牙利籍猶太人，發表論文高達1525篇（包括与人合寫的），為現時發表論文數最多的數學家（其次是歐拉）；曾和511人合寫論文。

## 生平
埃尔德什遺傳了來自數學教師父母優異的數學天賦，三歲時就能輕鬆心算一個人一生所活的秒數，並每日在客人面前表演四位數的乘法心算。他年僅二十一歲即被厄特沃什·羅蘭大學（即布達佩斯大學）授予數學博士學位，師從數學家費耶爾·利波特（他也是冯·诺伊曼的導師）。之後埃尔德什為了逃離納粹的追捕，歷任曼徹斯特大學教授、普林斯頓大學、普度大学和圣母大学之研究人員。
埃尔德什熱愛自由，十分討厭權威，尤其是法西斯。他四處遊歷，探訪當地的數學家，與他們一起工作，合寫論文。他很重視數學家的培訓，遇到有天份的孩子，會鼓勵他們繼續研究，其中最为著名的为华裔澳大利亚数学家陶哲轩。埃尔德什經常沉思于數學問題，視數學為生命。。他經常長時間工作，老年仍每日工作19小時，藉由長期服用安非他命。

## 艾狄胥的特殊語彙
- 最高法西斯（Supreme Fascist）指「上帝」，但其實他懷疑上帝的存在。
- 天書（The Book）指上帝寫的書，其中有最好、最優雅的數學定理證明。
- 愛普西楞（epsilons）本是希臘字母ε，特指「小孩子」，因為在微積分裡，任意微小的正數，常用符號ε表示。
- 「老闆」指結婚的女人，而結婚的男人是被俘虜的「奴隸」；離婚的男人稱為「被解放了」。
- 「宣道」指發表數學演說。
- 不再做數學的人叫做「死了」；死掉的人叫做「離開了」。
- 對學生口頭測驗叫做「凌遲」。

## 數學貢獻
活躍的數學範疇：
- 數論
- 圖論
- 組合數學
- 概率论
- 集合論
- 近似理論

埃尔德什所作過的猜想：
- Erdős－Faber－Lovász猜想
- Erdős－Graham猜想
- Erdős－Gyárfás猜想
- Erdős－Heilbronn猜想
- Erdős－Menger猜想
- Erdős－Model猜想
- Erdős－Rubin－Taylor猜想
- Erdős－Stewart猜想
- 埃尔德什-施特劳斯猜想
- 埃尔德什等差数列猜想（埃尔德什-图兰猜想）
- 埃尔德什-图兰堆垒基猜想（英语：Erdős–Turán conjecture on additive bases）
- Erdős－Woods猜想
- Erdős–Burr猜想（英语：Erdős–Burr conjecture）[5][6]
- 埃尔德什差异问题[7][8][9]

定理或貢獻：
- Erdős–Ko–Rado定理（英语：Erdős–Ko–Rado theorem）
- 艾狄胥－斯通定理
- Erdös -Szekeres定理（英语：Erdős–Szekeres theorem）
- Erdös -Fuchs定理（英语：Erdős–Fuchs theorem）
- Erdős–Kaplansky定理（法语：Théorème d'Erdős-Kaplansky）
- Erdős–Ginzburg–Ziv定理（英语：Zero-sum problem）（零和問題）
- 埃尔德什-波温常数
- 素數定理的初等證明
- Erdős–Turan不等式（英语：Erdős–Turán inequality）
- 伯特兰-切比雪夫定理
- ER随机图

## 推荐阅读
- 《数字情种——埃尔德什传》（The man who loved only numbers），ISBN 7-5428-2373-6
- 《我的大脑敞开了》（My brain is opened），布鲁斯·谢克特，王元李文林译，ISBN 978-7-5327-3607-2

## 外部連結
- http://www.math.technion.ac.il/~eliahu/erdos.pdf （页面存档备份，存于）
- http://www.math.ohio-state.edu/~nevai/ERDOS/erdos_washington_post.html （页面存档备份，存于）
- http://www.renyi.hu/~p_erdos （页面存档备份，存于）